# Guillermo Prieto Luján
Guillermo Manuel Prieto Luján (Chihuahua, 16 de mayo de 1933-Chihuahua; 4 de agosto de 1990) fue un político mexicano del Estado de Chihuahua, miembro del Partido Acción Nacional.

## Trayectoria
Prieto Luján se afilió al Partido Acción Nacional en 1955. Fue presidente del Comité Directivo Estatal del PAN en Chihuahua de 1980 a 1988, desempeñándose de igual manera como docente de historia en el Instituto Tecnológico y de Estudios Superiores de Monterrey campus Chihuahua.
En 1980 fue candidato a diputado local por el Distrito 1 Local de Chihuahua, resultando perdedor frente al candidato del Partido Revolucionario Institucional, Gilberto Baca Beltrán del Río. Hacia 1982 fue candidato al Senado de la República en fórmula con Luis H. Álvarez, perdiendo ante la fórmula del Partido Revolucionario Institucional, conformada por José Refugio Mar de la Rosa y José Socorro Salcido Gómez. Al año siguiente, en 1983, Prieto Luján organizó al Partido Acción Nacional de cara a las elecciones de ese año, resultando tales en un triunfo histórico a nivel nacional, de las cuales Prieto Luján resultó elegido diputado para la LIV Legislatura por el Distrito 1 Local por un margen de alrededor de 32 mil votos por sobre su más cercano contrincante, siendo el primer diputado de oposición por ese distrito electoral y siendo coordinador de la bancada panista.
En 1988, fue candidato a diputado federal por el Distrito I Federal, perdiendo ante el candidato del Partido Revolucionario Institucional, David Gómez Reyes, al cual posteriormente acusaron de fraude. Hacia ese mismo año aspiró a ser presidente del Comité Directivo Estatal del PAN nuevamente, retirándose finalmente de la contienda. En 1989, fue elegido diputado local por la vía de la representación proporcional para la LVI Legislatura, cargo que ejerció hasta su muerte el 4 de agosto de 1990, a causa de una enfermedad que padecía desde años atrás, siendo sustituido por su suplente Saúl Ruiz Arriaga.